# Monroe (ligne bleue du métro de Chicago)
Pour les articles homonymes, voir Monroe.
Ne doit pas être confondu avec Monroe (ligne rouge du métro de Chicago).
Monroe est une station souterraine de la ligne bleue du métro de Chicago. Elle est située dans le centre-ville de Chicago.

## Description
Elle est composée de deux entrées mezzanine à chaque extrémité de la station avant d’arrivée sur le quai central de la station. Comme sa consœur sur la ligne rouge, la station Monroe donne un accès direct au magasin Carson, Pirie, Scott and Company Building dans le quartier du Loop. 
Bien que les travaux du métro sous Dearborn Street ait été commandé en 1938 comme ceux de State Street (inauguré en 1943), la construction du Milwaukee-Dearborn Subway et de la station Monroe a été suspendue en 1941 en raison des pénuries de matériaux en temps de guerre. 
Il fallut donc attendre huit ans pour que la station Monroe ne soit ouverte le 25 février 1951 soit quinze ans après les premiers coups de pioches. 
Monroe est ouverte 24h/24 et 7jours/7. 
En 1969, les escaliers de la mezzanine sous Dearborn et Monroe durent fermer afin de permettre la construction du First National Bank Building and Plaza (renommé depuis Chase Tower) Après l'achèvement des travaux une nouvelle entrée fut ajoutée dans le niveau inférieur de la tour vers la station Monroe.
La station Monroe fut entièrement rénovée en 1982 mais reste aujourd’hui inaccessible aux personnes à mobilité réduite.

## Les correspondances avec lebus
Avec les bus de la Chicago Transit Authority :
- #14 Jeffery Express
- #20 Madison (Owl Service)
- #X20 Washington-Madison Express
- #22 Clark
- #24 Wentworth
- #X28 Stony Island Express
- #36 Broadway
- #60 Blue Island-26th (Owl Service)
- #62 Archer (Owl Service)
- #124 Navy Pier
- #126 Jackson
- #130 Museum Campus (Summer Service Only)
- #151 Sheridan (Owl Service)
- #157 Streeterville

## Dessertes
| Nord/Ouest             |  |             |  | Sud/Est                       |
| ---------------------- |  | ----------- |  | ----------------------------- |
| Washington vers O'Hare |  | ligne bleue |  | Jackson (en) vers Forest Park |
| modifier sur Wikidata  |  |             |  |                               |